# Cladosporium murorum
Cladosporium murorum är en svampart som beskrevs av Petr. 1941. Cladosporium murorum ingår i släktet Cladosporium och familjen Davidiellaceae.   Inga underarter finns listade i Catalogue of Life.